# Communauté de communes de Forterre - Val d'Yonne
La communauté de communes de Forterre - Val d'Yonne est une ancienne communauté de communes française, située principalement dans le département de l'Yonne en région Bourgogne-Franche-Comté. Elle comporte également une commune située dans le département de la Nièvre.

## Historique
Cette communauté de communes est créée le 1er janvier 2014 par fusion des communautés de communes de Forterre (12 communes) et du pays de Coulanges-sur-Yonne (7 communes).
Elle est dissoute le 31 décembre 2016 pour former la communauté de communes de Puisaye-Forterre par fusion avec deux autres communautés de communes. La commune de Merry-sur-Yonne rejoint de son côté la communauté de communes Avallon - Vézelay - Morvan.

## Composition
Cette intercommunalité était composée des communes suivantes :
| Nom                         | Code Insee | Gentilé     | Superficie (km2) | Population (dernière pop. légale) | Densité (hab./km2) |
| --------------------------- | ---------- | ----------- | ---------------- | --------------------------------- | ------------------ |
| Molesmes (siège)            | 89260      | Molesmois   | 9,50             | 161 (2014)                        | 17                 |
| Andryes                     | 89007      | Androgiens  | 29,79            | 425 (2014)                        | 14                 |
| Coulanges-sur-Yonne         | 89119      | Coulangeois | 10,58            | 567 (2014)                        | 54                 |
| Courson-les-Carrières       | 89125      |             | 34,16            | 891 (2014)                        | 26                 |
| Crain                       | 89129      | Crainois    | 9,90             | 390 (2014)                        | 39                 |
| Druyes-les-Belles-Fontaines | 89148      | Drogiens    | 39,48            | 289 (2014)                        | 7,3                |
| Festigny                    | 89164      |             | 5,56             | 79 (2014)                         | 14                 |
| Fontenailles                | 89174      |             | 2,76             | 67 (2014)                         | 24                 |
| Fontenay-sous-Fouronnes     | 89177      | Fontaniens  | 12,34            | 74 (2014)                         | 6                  |
| Fouronnes                   | 89182      | Fouronnais  | 17,79            | 161 (2014)                        | 9,1                |
| Lain                        | 89215      | Lainois     | 10,18            | 176 (2014)                        | 17                 |
| Lucy-sur-Yonne              | 89234      | Lucicois    | 8,19             | 149 (2014)                        | 18                 |
| Merry-Sec                   | 89252      | Merillons   | 14,17            | 174 (2014)                        | 12                 |
| Merry-sur-Yonne             | 89253      | Médériciens | 23,66            | 210 (2014)                        | 8,9                |
| Mouffy                      | 89270      |             | 4,89             | 144 (2014)                        | 29                 |
| Ouanne                      | 89283      | Ouannais    | 38,20            | 632 (2014)                        | 17                 |
| Pousseaux                   | 58217      | Pulsariens  | 11,11            | 211 (2014)                        | 19                 |
| Sementron                   | 89383      |             | 11,70            | 115 (2014)                        | 9,8                |
| Taingy                      | 89405      | Taingycois  | 20,81            | 314 (2014)                        | 15                 |

Seule Pousseaux est une commune nivernaise, les autres communes étant icaunaises.

## Administration
Le siège de la communauté de communes est situé à Molesmes.

### Conseil communautaire
L'intercommunalité est gérée par un conseil communautaire composé de 33 délégués issus de chacune des communes membres et élus pour une durée de six ans, coïncidant ainsi avec les échéances des scrutins municipaux.
Les délégués sont répartis comme suit :
| Nombre de délégués | Communes |
| ------------------ | --- |
| 5                  | Courson-les-Carrières |
| 4                  | Ouanne |
| 3                  | Andryes, Coulanges-sur-Yonne |
| 2                  | Crain, Druyes-les-Belles-Fontaines, Taingy |
| 1                  | Festigny, Fontenailles, Fontenay-sous-Fouronnes, Fouronnes, Lain, Lucy-sur-Yonne, Merry-Sec, Merry-sur-Yonne, Molesmes, Mouffy, Pousseaux, Sementron |

Lors des trois mois séparant la création de la communauté de communes des élections municipales de 2014, la transition est assurée par les délégués communautaires des anciennes communautés de communes.

### Présidence
Le conseil communautaire élit un président pour une durée de six ans. La présidence, pendant la période entre la création de l'intercommunalité et la désignation des nouveaux délégués communautaires, est assurée par Jacques Baloup, ancien président de la communauté de communes de Forterre, qui est la plus importante des anciennes communautés de communes en nombre d'habitants. Après les élections municipales de 2014, c'est Luc Jacquet qui en est élu président.
| Période       | Période          | Identité       | Étiquette | Qualité                                                                    |
| ------------- | ---------------- | -------------- | --------- | -------------------------------------------------------------------------- |
| Janvier 2014  | Avril 2014       | Jacques Baloup | DvD       | Maire de Sementron. Conseiller général du canton de Courson-les-Carrières. |
| 17 avril 2014 | 31 décembre 2016 | Luc Jacquet    |           | Maire de Fouronnes.                                                        |

## Compétences
Les communes membres cèdent à l'intercommunalité certaines de leurs compétences. On distingue les compétences obligatoires et les compétences optionnelles.

### Compétences obligatoires
La communauté de communes est chargée de l'aménagement de l'espace communautaire. Elle gère également le développement économique et touristique du territoire communautaire.

### Compétences optionnelles
Les communes cèdent également à l'ÉPCI la gestion de l'habitat, de l'environnement, de la voirie et du transport, les actions culturelles et sportives, l'enfance et la jeunesse.
Enfin, l'intercommunalité gère d'autres compétences, telles la gestion et la modernisation d'une fourrière animale.